# MedDRA
 (aout 2020).
 (août 2020).
Si vous êtes l’auteur de ce texte, vous êtes invité à donner votre avis ici. À moins qu’il soit démontré que l’auteur de la page autorise la reproduction et que ce contenu soit compatible avec les principes fondateurs de Wikipédia, cette page sera supprimée ou purgée au bout d’une semaine maximum. En attendant le retrait de cet avertissement, veuillez ne pas réutiliser ce texte.
Le MedDRA, Dictionnaire Médical pour les Activités Règlementées (Medical Dictionary for Regulatory Activities), est un dictionnaire de terminologie médicale international, cliniquement validé et utilisé par les autorités réglementaires et l'industrie biopharmaceutique. Il a été créé par le Conseil international d'harmonisation des exigences techniques pour l'enregistrement des médicaments à usage humain (ICH, pour International Council for Harmonisation of Technical Requirements for Pharmarceuticals for Human Use).
Ce dictionnaire peut être utilisé pendant plusieurs étapes d'élaboration des médicaments : de leur pré-commercialisation (phase de recherche clinique 0 à phase 3) à leur post-commercialisation (pharmacovigilance ou phase de recherche clinique 4). Il reprend la saisie, l'extraction, l'évaluation et la présentation des données relatives à la sécurité des médicaments. De plus, il comprend une classification des effets secondaires.
La première version du MedDRA a été publiée en 1999 en anglais et en japonais. Il a été également traduit en chinois, tchèque, néerlandais, français, allemand, hongrois, italien, coréen, portugais, portugais brésilien, russe et espagnol.
L'utilisation du MedDRA par les entreprises biopharmaceutiques est obligatoire pour les rapports de sécurité[source insuffisante]. De nombreuses autres industries, y compris le tabac et les cosmétiques, commencent également à utiliser le MedDRA.
Il est attendu que tous les membres régulateurs de l'ICH récemment admis, implémentent le MedDRA dans les 5 années qui suivent leur adhésion. En 2020, les membres régulateurs sont : EC, Europe; FDA, United States; HSA, Singapore; Health Canada, Canada; MHLW / PMDA, Japan; Swissmedic, Switzerland; et TFDA, Chinese Taipei ont implémenté le MedDRA.
Les informations sur le statut d'application du MedDRA par les membres régulateurs sont disponibles sur site internet de l'ICH.
Chaque organisation, quel que soit son nombre d'utilisateurs, ne nécessite qu'un seul abonnement au MedDRA.

## La vision MedDRA
En développant et en maintenant continuellement le MedDRA, l'ICH s'efforce de faciliter l'échange d'informations cliniques grâce à une terminologie médicale internationale normalisée unique qui peut être utilisée pour la communication réglementaire et l'évaluation des données relatives aux médicaments à usage humain.
Le MedDRA a été créé pour l'enregistrement, la documentation et la surveillance de la sécurité des médicaments à toutes les étapes du cycle de développement.
Cette terminologie normalisée unique offre un certain nombre d'avantages pour les régulateurs, l'industrie et d'autres parties prenantes:
- Suppression de la nécessité de convertir les données d'une terminologie à une autre en évitant la perte et / ou la distorsion des données et permettant des économies de ressources;
- Amélioration de la facilité, de la qualité et de l'actualité des données disponibles pour une analyse, un échange et une prise de décision efficace;
- Cohérence de la terminologie à travers les différentes étapes du développement d'un médicament permettant des références croisées efficaces et une analyse des données;
- Facilitation de l'échange électronique de données relatives aux médicaments.

## Organisation du dictionnaire
Le dictionnaire MedDRA est organisé selon une hiérarchie à cinq niveaux. Le niveau le plus élevé ou le plus large est la classification par discipline médicale (SOC), divisée en groupe de termes de haut niveau (HLGT), termes de haut niveau (HLT), termes préférentiels (PT) et enfin les termes de plus bas niveau (LLT).
En outre, le dictionnaire MedDRA comprend des requêtes MedDRA standardisées (SMQ). Les SMQ sont des regroupements de termes qui se rapportent à une condition médicale définie ou à un domaine d'intérêt.
Les SMQ sont développées pour faciliter la récupération des données MedDRA codées comme première étape dans l'étude des problèmes de sécurité des médicaments dans la pharmacovigilance et le développement clinique.
Actuellement[Quand ?], plus de 100 SMQs ont été créées. Des SMQ supplémentaires sont créées en fonction des besoins[non pertinent].
Les cas individuels sont généralement codés pour la saisie des données au niveau le plus spécifique (LLT), et les résultats des dénombrements ou des cas sont généralement fournis au niveau PT. Les niveaux supérieurs (HLT, HLGT et SOC) ainsi que les SMQ sont utilisés pour la recherche, l’organisation et le sous-total des résultats.

## La hiérarchie du MedDRA
La hiérarchie à cinq niveaux fournit des degrés ou des niveaux de superordination et de subordination. Le terme superordonné est un terme de groupement large applicable à chaque descripteur subordonné qui lui est lié. Les niveaux hiérarchiques représentent donc des liens verticaux dans la terminologie.
Les hiérarchies sont un mécanisme important pour l'extraction flexible des données et pour la présentation claire de ces dernières. La structure à cinq niveaux de cette terminologie offre des options pour récupérer des données par groupements spécifiques ou larges, selon le niveau de spécificité requis. Le niveau du terme de plus bas niveau (LLT) offre une spécificité maximale.
La terminologie n'a pas été développée en tant que classification ou taxonomie formelle; chaque niveau de la hiérarchie peut refléter un degré variable de spécificité ou de «granularité» d'une classe de disciplines médicales à une autre. Les termes de haut niveau (HLT) et les groupes de termes de haut niveau (HLGT) facilitent la récupération et la présentation des données en fournissant un regroupement de termes cliniquement pertinent.
Collectivement, les niveaux HLT et HLGT sont parfois appelés «termes de regroupement» dans le MedDRA.
Les 27 classes de disciplines médicales (SOC) représentent des axes parallèles qui ne s'excluent pas mutuellement. Cette caractéristique, appelée «multi-axialité», permet à un terme d'être représenté dans plus d'un SOC et d'être regroupé selon différentes classifications (par exemple, par étiologie ou site de manifestation), permettant la récupération et la présentation via différents ensembles de données.
Les termes de regroupement sont prédéfinis dans la terminologie et ne sont pas sélectionnés au cas par cas par le personnel chargé de la saisie des données. Au contraire, la terminologie est structurée de sorte que la sélection d'un terme d'entrée de données conduit à l'attribution automatique de termes de regroupement plus élevés dans la hiérarchie. Des liens multiaxiaux de termes sont pré-assignés dans le MedDRA, garantissant une récupération complète et cohérente des données, quel que soit le SOC sélectionné lors de la récupération des données.
Dans la version du MedDRA 23.0 (mars 2020), les nombres de termes dans chaque niveau sont les suivants:
- SOC - 27
- HLGT - 337
- HLT - 1737
- PT - 24289
- LLT – 81812

## Maintenance du MedDRA
Le MedDRA est hiérarchique, multiaxial, multilingue, régulièrement mis à jour et maintenu par l’organisme de maintenance et de diffusion du MedDRA (MSSO). L'homologue japonais du MSSO s'appelle l'Organisation Japonaise de Maintenance (JMO).
ICH détient les droits de propriété intellectuelle de MedDRA.
Le MedDRA est disponible gratuitement pour tous les régulateurs du monde entier, les universitaires, les prestataires de soins de santé et les organisations à but non-lucratif. En ce qui concerne l'industrie, le prix de l'abonnement est progressif, basé sur les revenus de l'entreprise.
Quatre types d'abonnements sont disponibles auprès de la MSSO:
- Autorité de régulation;
- À but non-lucratif / non commercial (comme par exemple une bibliothèque médicale, un établissement d'enseignement, un organisme engagé dans des activités à but non-lucratif);
- Commercial;
- Développeur de systèmes (développeur de produits logiciels utilisant MedDRA).

Le MSSO met à jour le MedDRA en fonction des demandes de changement qui proviennent d’abonnés, par exemple pour ajouter un nouveau concept médical qui n'est pas encore dans le MedDRA ou pour changer / modifier un concept existant.
Les décisions sur les demandes de changement sont prises par consensus général par une équipe de médecins internationaux sur la façon de cartographier la terminologie dans les catégories de regroupement. Les décisions finales sont basées sur plusieurs facteurs, y compris ladocumentation sur les points à considérer, les implications sur les données existantes et les considérations linguistiques au niveau international.
Le MSSO et le JMO publient les versions mises à jour du MedDRA deux fois par an - en mars et en septembre. Les traductions anglaise et japonaise sont publiées le 1er mars et le 1er septembre et toutes les autres traductions sont publiées le 15. La version de mars est la principale version annuelle et contient des changements au niveau HLT et au-dessus ainsi que des changements au niveau LLT et PT. La version de septembre contient des modifications uniquement au niveau LLT et PT. La version 24.0 de mars 2021 est la version actuelle.
Le MSSO incorpore fréquemment les commentaires de la communauté des utilisateurs. Les contributions de ces groupes aident le MSSO à adapter MedDRA en conséquence.
Au fur et à mesure que les régulateurs mondiaux élargissent le champ des types de produits qu'ils réglementent, il y a une augmentation en conséquence de l'adaptation et de l'intérêt pour l'utilisation proactive du MedDRA avant les mandats réglementaires. Cette expansion a entraîné une augmentation des conditions MedDRA applicables à de nombreux types de produits. L'ajout de la 27ème SOC sur les problèmes de produits dans la version 19.0 a encore élargi l'utilisation du MedDRA pour les problèmes de qualité des produits, d'approvisionnement, de distribution, de fabrication et de système qualité ainsi que les problèmes liés aux appareils.